# 박쑤언응우옌
박쑤언응우옌(白春元, ~ 1833년)는 베트남 응우옌 왕조 저딘성의 관리이었다.
1832년 베트남 남부 총독 레반 두예트(Lê Văn Duyệt)가 사망한 후, 두예트(Duyet)와 권력 투쟁에 연루된 민망(Minh Mạng) 황제는 총독의 행정을 조사하도록 응우옌(Nguyễn)을 임명했다.
응우옌은 조사를 주도했고 두예트와 그의 측근이 부패와 권력 남용에 가담했다고 결론지었다. 그는 두예트의 사후 굴욕을 명령했다. 이로 인해 그의 무덤이 더럽혀지고 16명의 친척이 처형되었으며 동료들이 체포되었다. 이로 인해 두예트의 입양 아들 레반코이(Lê Văn Khôi)는 감옥에서 탈출하여 황제에게 반란을 일으켰다. 그의 첫 번째 조치 중 하나는 응우옌을 처형하는 것이었다.